# 光禄坊刘氏民居
光禄坊刘氏民居，位于中国福建省福州市鼓楼区光禄坊28、30、32号，明代始建，清咸丰年间（1851—1861）改建。坐北向南，原四座一字排列，现仅余三座。主座居中，三进，前两进为双坡顶，穿斗式木构架，三开间；后进民国时期改建为二层楼房；东侧为花厅，郁达夫曾寓居于此。东座三进三开间，西座仅余前二进。围以封火墙。用材硕大考究，隔扇、窗棂、斗拱、驼墩、雀替等多有精美的雕刻。2005年5月11日公布为第六批福建省文物保护单位。2013年3月5日作为“三坊七巷古民居建筑”之一公布为第七批全国重点文物保护单位，归入三坊七巷和朱紫坊建筑群。